# Кадук плямистохвостий
Кадук плямистохвостий (Isleria hauxwelli) — вид горобцеподібних птахів родини сорокушових (Thamnophilidae). Мешкає в Амазонії.

## Опис

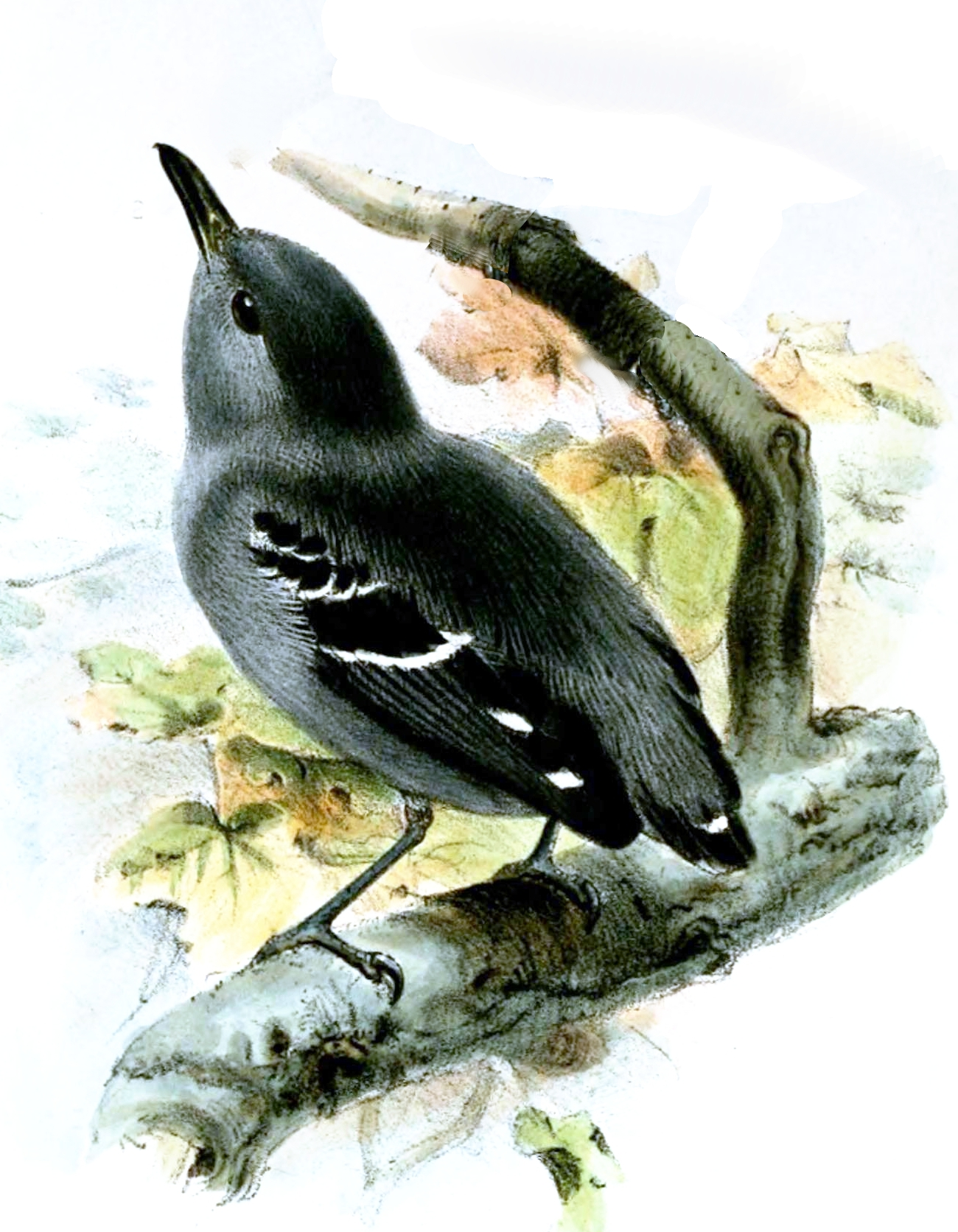
Плямистогорлий кадук

Довжина птаха становить 8,5-9,5 см, вага 9-12 г. Хвіст короткий. Самець має переважно сіре забарвлення, нижня частина тіла світліша, на спині малопомітна біла пляма. Крила чорнуваті з двома білими смужками, третьорядні махові пера мають білі кінчики. Надхвістя і кінчики стернових пер білі. У самиць верхня частина тіла оливково-коричнева, на спині малопомітна біла пляма, на крилах і хвості охристі плями, нижня частина тіла рудувато-коричнева.

## Підвиди
Виділяють чотири підвиди:
- I. h. suffusa (Zimmer, JT, 1932) — південно-східна Колумбія, схід Еквадору, північний схід Перу (Лорето і Амазонас на північ від річки Мараньйон), крайній північний захід Бразильської Амазонії (на захід від річки Жапура);
- I. h. hauxwelli (Sclater, PL, 1857) — схід Перу (на південь від Амазонки і Мараньйона), захід Бразильської Амазонії і північ Болівії;
- I. h. clarior (Zimmer, JT, 1932) — центральна Бразилія;
- I. h. hellmayri (Snethlage, E, 1906) — південно-східна Бразилія (на південь від Амазонки).

## Поширення і екологія
Плямистохвості кадуки мешкають в Колумбії, Еквадорі, Перу, Болівії і Бразилії. Вони живуть в підліску вологих рівнинних тропічних лісів. Зустрічаються парами, на висоті до 600 м над рівнем моря. Не приєднуються до змішаних зграй птахів. Живляться комахами і павуками.